# Plumatella geimermassardi
Plumatella geimermassardi är en mossdjursart som beskrevs av Charles Thorold Wood och Okamura 2004. Plumatella geimermassardi ingår i släktet Plumatella och familjen Plumatellidae. Inga underarter finns listade i Catalogue of Life.